# Alf Landon
Alfred "Alf" Mossman Landon (9 de setembro de 1887—12 de outubro de 1987) foi um político dos Estados Unidos da América e um milionário, membro do Partido Republicano e governador do Kansas de 1933 a 1937. Concorreu à eleição presidencial de 1936 e foi derrotado de forma avassaladora por Franklin D. Roosevelt.